# Weldadige Stichting Ketelaar-Bos
De Weldadige Stichting Ketelaar-Bos is opgericht voor het beheer van het gelijknamige gasthuis dat opgericht is in 1939 en staat aan het Gasthuisstraatje nr 1. in de Nederlandse stad Groningen.
Jantina Ketelaar heeft per testament een stichting in het leven geroepen onder de naam Weldadige Stichting Ketelaar-Bos. De stichting had ten doel bewoning en onderhoud te verschaffen aan vier Hervormde personen uit de burgerstand, die niet meer in hun eigen onderhoud konden voorzien en ouder waren dan 50 jaar. Zij moesten inwoners van Groningen zijn en van onbesproken gedrag. Bovendien nam zij een wel heel bijzondere bepaling op dat zij, die de ‘sociale beginselen zijn toegedaan’, niet in de stichting mochten worden opgenomen.
Als kapitaal voor de stichting gaf Jantina Ketelaar ƒ 100.000,- (± € 45.000). Daarenboven vermaakte zij de stichting haar huis aan de Visserstraat en de kamer.
Het geld had zij verkregen uit de erfenis van haar vader H.J. Ketelaar, een schipper.
Aduardergasthuis ·
Anna Varvers Convent ·
Armhuiszitten Convent ·
Hofje Ceramstraat ·
Corneliagasthuis ·
Doopsgezind Gasthuis ·
Gerarda Gockingahuis ·
Hesselinkstichting ·
Jacob en Annagasthuis · 
Juffer Margarethagasthuis ·
Juffer Tette Alberdagasthuis ·
Jan Luitjensgasthuis ·
Mepschengasthuis ·
Middengasthuis (Kleine Rozenstraat) ·
Middengasthuis (Grote Leliestraat) ·
Latteringe Gasthuis ·
Pelstergasthuis ·
Pepergasthuis ·
Pieternellagasthuis ·
Remonstrants Gasthuis ·
Rustoord ·
Sint Anthonygasthuis ·
Sint Martinusgasthuis ·
Hofje Tellegenstraat ·
Ter Schouw-Van Sanen Stichting ·
Typografengasthuis ·
Ubbenagasthuis ·
Vrouw Fransensgasthuis ·
Vrouw Wilsoors- of Aaffien Olthofsgasthuis ·
Weldadige Stichting Ketelaar-Bos ·
Wytzes- of Schoonbeeksgasthuis ·
Zeylsgasthuis